# Chauliognathus pensylvanicus
Chauliognathus pensylvanicus — вид жуків родини м'якотілок (Cantharidae).

## Поширення
Вид досить поширений у Північній Америці. Його можна зустріти на квіткових полях, на луках та вздовж доріг на квітучих верхівках деяких окружкових і айстрових.

## Опис
Жук завдовжки 1-1,5 см.

## Паразити
Дорослі жуки часто інфікуються грибком Eryniopsis lampyridarum. Зараження має летальний результат.